# Folgoso de la Ribera (kommunhuvudort)
Folgoso de la Ribera är en kommunhuvudort i Spanien.   Den ligger i provinsen Provincia de León och regionen Kastilien och Leon, i den nordvästra delen av landet, 300 km nordväst om huvudstaden Madrid. Folgoso de la Ribera ligger 776 meter över havet och antalet invånare är 1 284.
Terrängen runt Folgoso de la Ribera är huvudsakligen kuperad. Folgoso de la Ribera ligger nere i en dal. Runt Folgoso de la Ribera är det mycket glesbefolkat, med 4 invånare per kvadratkilometer. Närmaste större samhälle är Bembibre, 8,4 km väster om Folgoso de la Ribera. I omgivningarna runt Folgoso de la Ribera växer i huvudsak barrskog.